# Oniella fasciata
Oniella fasciata är en insektsart som beskrevs av Li och Wang 1992. Oniella fasciata ingår i släktet Oniella och familjen dvärgstritar. Inga underarter finns listade i Catalogue of Life.